# Den stora paraden
Den stora paraden (engelska: The Big Parade) är en amerikansk krigsdramafilm från 1925 i regi av King Vidor. Filmen är baserad på Joseph W. Farnhams pjäs The Big Parade och den självbiografiska romanen Plumes av Laurence Stallings. I huvudrollerna ses John Gilbert, Renée Adoree, Hobart Bosworth och Claire McDowell. Även om det även tidigare gjorts andra anti-krigsfilmer så är Den stora paraden en tidig film som varken förhärligar kriget eller ignorerar dess mänskliga kostnader. Den påverkade ett stort antal efterföljande krigsfilmer, i synnerhet På västfronten intet nytt (1930).

## Handling
Filmen handlar om en rik ung man som går med i Förenta staternas armés Rainbow Division och skickas till Frankrike för att slåss i första världskriget. Han blir där vän med två unga män från arbetarklassen som upplever fasorna i skyttegravskriget samt finner kärleken med en fransk flicka.

## Rollista i urval
- John Gilbert - James Apperson
- Renée Adorée - Melisande
- Hobart Bosworth - Mr. Apperson
- Claire McDowell - Mrs. Apperson
- Claire Adams - Justyn Reed
- Robert Ober - Harry
- Tom O'Brien - Bull
- Karl Dane - Slim
- Rosita Marstini - Melisandes mor
- Harry Crocker - soldat (ej krediterad)
- Julanne Johnston - Justine Devereux
- Kathleen Key - Miss Apperson